# Демократичен конгрес
Демократичният конгрес (на английски: Democratic Congress) е лявонационалистическа политическа партия в Лесото.
Тя е основана през 2011 година от министър-председателя Пакалита Мосисили след разцепление на управляващия Лесотски конгрес за демокрация.
На изборите през 2012 година Демократичният конгрес е първи с 39% от гласовете и 48 места в Националното събрание.